# Enterprise (ruimteveer)
De Enterprise  (NASA-aanduiding: OV-101) was het prototype voor de Spaceshuttle van het Amerikaanse ruimteprogramma.
Oorspronkelijk zou de Enterprise Constitution genoemd worden, ter ere van de 200e verjaardag van de Amerikaanse grondwet. Maar op aandringen van Star Trekfans werd de naam Enterprise aangenomen, naar het gelijknamige ruimteschip uit de serie. De constructie van deze eerste spaceshuttle werd voltooid op 17 september 1976.
Deze spaceshuttle is nooit de ruimte in gegaan, omdat hij daarvoor niet uitgerust was. Hij werd door de NASA gebruikt als testobject onder andere voor het testen van de landing. De eerste spaceshuttle die in een baan om de aarde werd gelanceerd, was de spaceshuttle Columbia in 1981.
De Enterprise werd gebruikt tot 1985. Na het verliezen van Spaceshuttle Challenger in 1986 werd overwogen Enterprise tot een ruimtewaardig voertuig op te waarderen. Maar de verschillen tussen het prototype en de echte shuttles waren zo groot dat men net zo goed een nieuwe Orbiter kon bouwen, wat dus ook werd gedaan met de bouw van Endeavour. 
Tot 2012 stond de Enterprise  tentoongesteld in het Smithsonian in Washington. Daarna werd hij naar New York overgevlogen om tentoongesteld te worden in het Intrepid Sea, Air & Space Museum.

## Opnamen
- Bioscoopjournaal uit 1978. Voorbereidingen voor de eerste vlucht van de Enterprise, met beelden van de nog in opleiding zijnde Wubbo Ockels